# Rugaruga

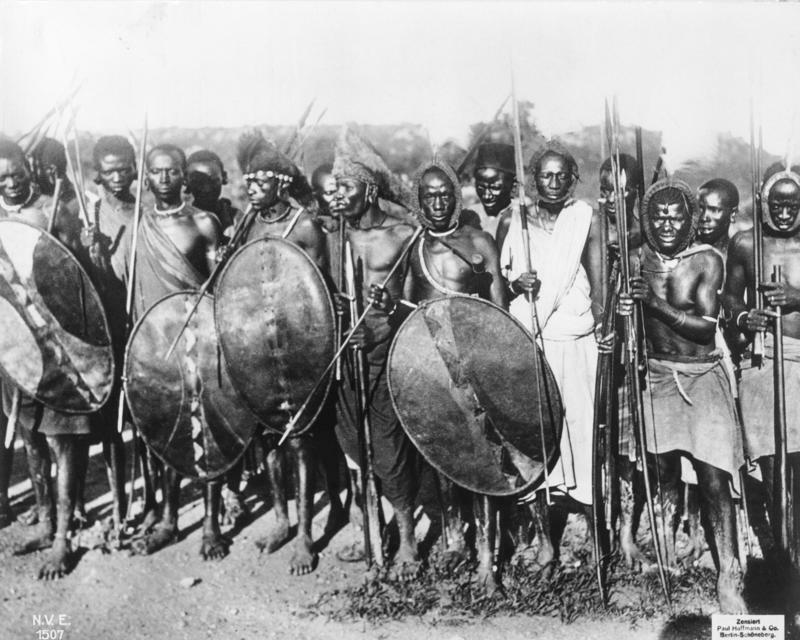
Un gruppo di guerrieri indigeni dell'Africa orientale

Rugaruga o Ruga-Ruga era un termine generico per indicare alcuni gruppi di guerrieri mercenari composti da indigeni dell'Africa orientale, attivi tra la fine del XIX e l'inizio del XX secolo.
I rugaruga nacquero nel 1860 ad opera del signore della guerra Mirambo del popolo nyamwesi, un gruppo etnico Bantu stanziato nell'odierna Tanzania: Mirambo si era notevolmente arricchito grazie al commercio dell'avorio ed alla tratta degli schiavi tra il Congo e le coste dell'Africa orientale, e con i proventi di tale attività assoldò un piccolo esercito privato di guerrieri locali chiamati rugaruga (termine swahili traducibile come "guerriglia", "guerrigliero"); si trattava generalmente di giovani uomini privi di solidi legami sociali, spesso ex schiavi fuggiti dalle carovane commerciali che attraversavano la regione. Dotati di moderne armi da fuoco ad avancarica, i rugaruga si dimostrarono una forza molto temuta nella regione, consentendo a Mirambo di dominare il popolo dei nyamwesi fino alla sua morte nel 1884; i rugaruga avevano un forte spirito di corpo, e nei loro ranghi era normalmente praticata l'omosessualità.
La popolarità del corpo dei rugaruga nelle regioni dell'Africa orientale fece sì che il nome venisse reimpiegato dalle autorità coloniali europee per designare i gruppi irregolari di ausiliari indigeni reclutati sul posto: in particolare le autorità dell'Africa Orientale Tedesca fecero sovente uso di bande mercenarie di rugaruga durante i conflitti sostenuti della regione, in particolare durante la rivolta dei Maji Maji (1905-1907) e la campagna dell'Africa orientale della prima guerra mondiale; si trattava di bande di ausiliari assoldati per l'occasione, distinte dagli askari che invece erano parte delle truppe regolari (Schutztruppe). 
I rugaruga vennero impiegati anche dalle autorità coloniali britanniche della zona, in particolare durante il periodo immediatamente successivo alla prima guerra mondiale: il termine "rugaruga" era generalmente usato per indicare le unità di polizia rurale incaricate di pattugliare le campagne del Tanganica.